# Lijst van nummer 1-hits in Frankrijk in 2003
Deze hits stonden in 2003 op nummer 1 in de SNEP Single Top 100, de bekendste hitlijst in Frankrijk.
| Datum        | Artiest                                              | Titel                           |
| ------------ | ---------------------------------------------------- | ------------------------------- |
| 4 januari    | Star Acadeamy 2                                      | Paris-latino                    |
| 11 januari   | Star Acadeamy 2                                      | Paris-latino                    |
| 18 januari   | Star Acadeamy 2                                      | Paris-latino                    |
| 25 januari   | Star Acadeamy 2                                      | Paris-latino                    |
| 1 februari   | Alphonse Brown                                       | Le frunkp                       |
| 8 februari   | Alphonse Brown                                       | Le frunkp                       |
| 15 februari  | Alphonse Brown                                       | Le frunkp                       |
| 22 februari  | Alphonse Brown                                       | Le frunkp'                      |
| 1 maart      | Alphonse Brown                                       | Le frunkp                       |
| 8 maart      | Alphonse Brown                                       | Le frunkp                       |
| 15 maart     | Alphonse Brown                                       | Le frunkp                       |
| 22 maart     | Nolwenn Leroy                                        | Cassé                           |
| 29 maart     | Nolwenn Leroy                                        | Cassé                           |
| 5 april      | Chimène Badi                                         | Entre nous                      |
| 12 april     | Chimène Badi                                         | Entre nous                      |
| 19 april     | Florent Pagny                                        | Ma liberté de penser            |
| 26 april     | Florent Pagny                                        | Ma liberté de penser            |
| 27 april     | Florent Pagny                                        | Ma liberté de penser            |
| 4 mei        | Florent Pagny                                        | Ma liberté de penser            |
| 11 mei       | Florent Pagny                                        | Ma liberté de penser            |
| 18 mei       | Florent Pagny                                        | Ma liberté de penser            |
| 25 mei       | Lorie                                                | Sur un air latino               |
| 1 juni       | Pascal Obispo                                        | Fan                             |
| 8 juni       | Lorie                                                | Sur un air latino               |
| 15 juni      | DJ BoBo                                              | Chihuahua                       |
| 22 juni      | DJ BoBo                                              | Chihuahua                       |
| 29 juni      | DJ BoBo                                              | Chihuahua                       |
| 6 juli       | DJ BoBo                                              | Chihuahua                       |
| 13 juli      | DJ BoBo                                              | Chihuahua                       |
| 20 juli      | DJ BoBo                                              | Chihuahua                       |
| 27 juli      | DJ BoBo                                              | Chihuahua                       |
| 3 augustus   | DJ BoBo                                              | Chihuahua                       |
| 10 augustus  | DJ BoBo                                              | Chihuahua                       |
| 17 augustus  | DJ BoBo                                              | Chihuahua                       |
| 24 augustus  | Jocelyne Labylle & Cheela & Jacob Desvarieux & Passi | Laisse parler les gens          |
| 31 augustus  | Jocelyne Labylle & Cheela & Jacob Desvarieux & Passi | Laisse parler les gens          |
| 7 september  | Jocelyne Labylle & Cheela & Jacob Desvarieux & Passi | Laisse parler les gens          |
| 14 september | Lorna                                                | Papi Chulo... te traigo el mmmm |
| 21 september | Tragédie                                             | Hey oh                          |
| 28 september | Tragédie                                             | Hey oh                          |
| 5 oktober    | Tragédie                                             | Hey oh                          |
| 12 oktober   | Tragédie                                             | Hey oh                          |
| 19 oktober   | Tragédie                                             | Hey oh                          |
| 26 oktober   | Tragédie                                             | Hey oh                          |
| 2 november   | Tragédie                                             | Hey oh                          |
| 9 november   | Tragédie                                             | Hey oh                          |
| 16 november  | Linkup                                               | Mon étoile                      |
| 23 november  | Linkup                                               | Mon étoile                      |
| 30 november  | Linkup                                               | Mon étoile                      |
| 7 december   | Tragédie                                             | Hey oh                          |
| 14 december  | Star Academy 3                                       | L'orange / Wot                  |
| 21 december  | Star Academy 3                                       | L'orange / Wot                  |
| 28 december  | Star Academy 3                                       | L'orange / Wot                  |

1984 ·
1985 ·
1986 ·
1987 ·
1988 ·
1989 ·
1990 ·
1991 ·
1992 ·
1993 ·
1994 ·
1995 ·
1996 ·
1997 ·
1998 ·
1999 ·
2000 ·
2001 ·
2002 ·
2003 ·
2004 ·
2005 ·
2006 ·
2007 ·
2008 ·
2009 ·
2010 ·
2011 ·
2012 ·
2013 ·
2014 ·
2015 ·
2016 ·
2017 ·
2018 ·
2019 ·
2020
- Nederland (Top 40)
- Nederland (Single Top 100)
- Nederland (3FM Mega Top 50)
- Nederland (DVD Top 30)
- Vlaanderen (Radio 2 Top 30)
- Vlaanderen (Ultratop 50)
- Vlaanderen (Top 30 van Ultratop)
- Wallonië
- Australië
- Denemarken
- Duitsland
- Frankrijk
- Italië
- Noorwegen
- Oostenrijk
- Verenigd Koninkrijk
- Verenigde Staten (Hot 100)
- Zwitserland